# Myoxocephalus octodecemspinosus
Myoxocephalus octodecemspinosus és una espècie de peix pertanyent a la família dels còtids.

## Descripció
- Fa 46 cm de llargària màxima.[3][4]

## Reproducció
Les femelles adhereixen els ous a prop de la base d'una esponja.

## Alimentació
Menja crustacis, mol·luscs, calamars i peixos (com ara, arengs i verats).

## Depredadors
Als Estats Units és depredat per la círvia (Seriola dumerili), el rap americà (Lophius americanus), l'halibut (Hippoglossus hippoglossus), el tallahams (Pomatomus saltatrix) i Raja erinacea.

## Hàbitat
És un peix marí, demersal i de clima temperat (52°N-36°N) que viu fins als 127 m de fondària. És comú als ports i a les aigües costaneres poc fondes, tot i que, a l'hivern, es desplaça a aigües més profundes.

## Distribució geogràfica
Es troba a l'Atlàntic nord-occidental: des de l'est de Terranova i el nord del Golf de Sant Llorenç (el Canadà) fins a Virgínia (els Estats Units).

## Costums
És bentònic.

## Longevitat
La seua esperança de vida és d'onze anys.

## Observacions
És inofensiu per als humans.